# Deborah Eisenberg
Deborah Eisenberg (Winnetka, 20 de noviembre de 1945) es una escritora estadounidense de relatos cortos, actriz y profesora. Es profesora de escritura en la Universidad de Columbia

## Primeros años
Eisenberg nació en Winnetka, Illinois, en el seno de una familia judía. Creció en las afueras de Chicago, Illinois, y se mudó a la Nueva York a finales de los 1960.

## Carrera
Eisenberg fue ayudante editorial en New York Review of Books en 1973. Enseñó en la Universidad de Virginia de 1994 hasta 2011, cuando aceptó una posición de enseñanza en la Universidad de Columbia en el programa de escritura del Máster en Bellas Artes.

### Escritura
Eisenberg ha escrito cuatro colecciones de relatos: Transactions in a Foreign Currency (1986), Under the 82nd Airborne (1992), Around Atlantis (1997), y El ocaso de los superhéroes (2006). Ben Marcus, en su crítica de El ocaso de los superhéroes para el The New York Times Book Reviews, llamó a Eisenberg "una de las más importantes escritoras de ficción en activo. Esta obra es genial." Su primeras dos colecciones de relatos fueron reeditadas en un volumen como La obra (hasta ahora) de Deborah Eisenberg (1997). Las cuatro colecciones de historias cortas fueron reeiditadas en 2010 en The Collected Stories of Deborah Eisenberg (2010).
También ha escrito una obra de teatro, Pastorale, que fue producida por Second Stage Theater en Nueva York en 1982. Eisenberg ha escrito para revistas como The New York Review of Books, The New Yorker, y The Yale Review.

### Premios
Eisenberg fue la ganadora del Premio Rea de cuentos en el año 2000, un premio concedido por la contribución significativa al formato. También ha sido merecedora de premios como Whiting Award, una Beca Guggenheim, y el Premios O. Henry.
En 2007, Eisenberg fue admitida en la Academia Estadounidense de las Artes y las Letras, y en 2009 se le fue otorgado una Beca MacArthur. Ganó el Premio PEN/Faulkner 2011 en ficción por The Collected Stories of Deborah Eisenberg.
Eisenberg recibió el Premio PEN/Malamud a la Excelencia en Cuentos en mayo de 2015.

### Controversia del PEN
En abril de 2015, en una conversación con la directora ejecutiva del American PEN Suzanne Nossel publicada en The Intercept por Glenn Greenwald, Eisenberg criticó la decisión de PEN de otorgar su Premio Anual al Valor en la Libertad de Expresión a Charlie Hebdo en vez de a "Glenn Greenwald y Laura Poitras." Los escritores Michael Moynihan, Ophelia Benson y Katha Pollitt la criticaron por comparar a Charlie Hebdo con la publicación Nazi Der Stürmer, mientras que Jacob Siegel dijo que había puesto "dibujantes muertos a juicio".
Junto a Eisenberg en su protesta por la ceremonia del premio PEN estuvieron Peter Carey, Francine Prosa, Teju Cole, Rachel Kushner y Taiye Selasi. Además, 145 escritores —incluyendo a Junot Diaz, Lorrie Moore, Joyce Carol Oates y Michael Cunningham—firmaron una carta en protesta sobre la decisión del PEN. Mientras describían los asesinatos en las oficinas de Charlie Hedbo como "enfermos y trágicos", la carta continuaba diciendo que "PEN no está simplemente mostrando apoyo a la libertad de expresión, sino que está valorando selectivamente material ofensivo: material que intensifica los sentimientos antiislámicos, antimagrebíes, antiárabes que ya prevalecen en el mundo occidental."

## Vida personal
Su compañero sentimental es el actor y escritor Wallace Shawn. Eisenberg vive en Nueva York.

### Colecciones
- Transactions in a Foreign Currency. Knopf. 12 de febrero de 1986. ISBN 978-0-394-54598-1.
- Under the 82nd Airborne. Faber. 1992. ISBN 978-0-571-16439-4.
- All Around Atlantis. Simon & Schuster. 1998. ISBN 978-0-671-02462-8.
- The Stories (So Far) of Deborah Eisenberg. Noonday Press. 1997. ISBN 978-0-374-52492-0.
- Twilight of the Superheroes. Picador. 2006. ISBN 978-0-330-44460-6. Picador. 2006.
- The Collected Stories of Deborah Eisenberg. Picador. 2010. ISBN 978-0-312-42989-8.

### Obra
- Pastorale. Samuel French, Inc. 1983. ISBN 978-0-573-61363-0.

### Otros
- Ken Heyman (1988). Hipshot: Una-mano, Fotografías de Autoenfoque por un Fotógrafo Maestro. Prefacio Eisenberg. Abertura.
- Air: 24 Hours. paintings by Jennifer Bartlett (Text by Eisenberg). H.N. Abrams. 1994.
- Michael John LaChiusa (2003). Little Fish. (Short Story Deborah Eisenberg). Dramatists Play Service, Inc. ISBN 978-0-8222-1973-6.
- «On Mrs. Dalloway». The Mrs. Dalloway Reader. Houghton Mifflin Harcourt. 2004. ISBN 978-0-15-603015-1.

### Cuentos
- «Transactions in a Foreign Currency». The New Yorker 60 (49): 28-44. 21 de enero de 1985.
- Some Other, Better Otto. Picador. 20 de junio de 2008. ISBN 978-0-330-45800-9.
- «Taj Mahal». The Paris Review (214). Fall 2015. (214).

### Antologías
- William Miller Abrahams, ed. (1995). Prize stories 1995: the O. Henry awards. Doubleday. ISBN 978-0-385-47672-0.
- Richard Ford, ed. (2007). The New Granta Book of the American Short Story. Granta Books. ISBN 978-1-86207-847-5.
- Laura Furman, ed. (2006). The O. Henry prize stories, Volume 2008. Anchor Books. ISBN 978-1-4000-9539-1.